# Ruschia subsphaerica
Ruschia subsphaerica är en isörtsväxtart som beskrevs av L. Bol. Ruschia subsphaerica ingår i släktet Ruschia och familjen isörtsväxter. Inga underarter finns listade i Catalogue of Life.